# Houses of the Holy
Houses of the Holy är rockbandet Led Zeppelins femte studioalbum. Albumet spelades in januari - augusti 1972 och släpptes den 28 mars 1973. Mestadelen av låtmaterialet spelades in vid Mick Jaggers lantställe Stargroves med Rolling Stones mobila studio. Albumet nådde förstaplatsen på albumlistan både i USA och i Storbritannien.
Albumet skiljer sig ganska mycket från föregångaren IV genom att vara mer experimentellt och har dessutom en klarare ljudbild. Här finns låtar som den funkiga "The Crunge"" och den reggaeinfluerade "D'yer Mak'er". Låten "The Ocean" är en sorts hyllning till "publikhavet" som följt bandet på deras konserter. "No Quarter" är kanske gruppens mest särpräglade låt över huvud taget och liveversionerna kunde ibland vara 25-30 minuter långa.
Albumomslaget designades av Audrey Powell på Hipgnosis. Det baserades på olika foton tagna vid Giant's Causeway på Nordirland. Liksom på det föregående albumet fanns varken artistnamn eller skivtitel på omslagsbilden.
Skivan listades av magasinet Rolling Stone som #149 på deras lista The 500 Greatest Albums of All Time. I en senare version flyttades den ner till plats 278.

## Låtlista
Sida ett
1. "The Song Remains the Same" (Page, Plant) - 5:28
2. "The Rain Song" (Page, Plant) - 7:39
3. "Over the Hills and Far Away" (Page, Plant) - 4:47
4. "The Crunge" (Page, Plant, Jones, Bonham) - 3:13

Sida två
1. "Dancing Days" (Page, Plant) - 3:41
2. "D'yer Mak'er" (Page, Plant, Jones, Bonham) - 4:22
3. "No Quarter" (Page, Plant, Jones) - 6:59
4. "The Ocean" (Page, Plant, Jones, Bonham) - 4:30

## Medverkande
- Jimmy Page - Akustisk och elektrisk gitarr, bakgrundssång och producent
- Robert Plant - Sång och munspel
- John Paul Jones - Orgel, piano, basgitarr och bakgrundssång
- John Bonham - Trummor, slagverk och bakgrundssång

## Listplaceringar
| Lista (1973)   | Position            |
| -------------- | ------------------- |
| Australien     | 1 (Go Set)          |
| Danmark        | 7                   |
| Finland        | 2                   |
| Frankrike      | 3                   |
| Japan          | 3 (Oricon)          |
| Kanada         | 1 (RPM)             |
| Nederländerna  | 3                   |
| Norge          | 4 (VG-lista)        |
| Storbritannien | 1 (UK Albums Chart) |
| Sverige        | 4 (Kvällstoppen)    |
| USA            | 1 (Billboard 200)   |
| Västtyskland   | 8                   |
| Österrike      | 3                   |